# 信和ホールディングス
信和ホールディングス株式会社（しんわホールディングス、英称：SHINWA HOLDINGS CO., LTD.）は、大阪市中央区に本社を置く信和グループ各社の業務支援・コンサルティングを主に行う会社である。

## 概要
信和グループの事業コンサルティング会社。グループの事業内容は、土木、建築工事請負業、土木、建築工事の設計監理業、宅地建物取引業、不動産管理業、温泉浴場施設及び飲食店の経営、貸会議室の運営、駐車場の経営、ホテル事業、介護施設の運営がある。
（元）阪神タイガース監督の真弓明信が特別顧問として就任している。　

## コーポレートメッセージ
グループの企業理念は、「一、人のよろこびを自分のよろこびとする。　一、人々の豊かな暮らし、社会の進歩発展に貢献する。  一、永久に進化し続ける。」

## 役員一覧
| 役職       | 氏名       | 主な兼務の状況 | 主な経歴                                                                                              |
| ---------- | ---------- | --- | --- |
| 代表取締役 | 前田裕幸   | 信和不動産株式会社 代表取締役社長 信和建設株式会社 代表取締役会長 信和ホテルズ株式会社 代表取締役社長 株式会社アリストジャパン 代表取締役社⻑ 株式会社シルキーバード 代表取締役社⻑ 信和コミュニティ株式会社 代表取締役社⻑ 株式会社Cyujo 社外取締役 | |
| 取締役会長 | 木村順太郎 | 信和不動産株式会社 取締役会長 信和アセットマネジメント株式会社 取締役 | （前）野村不動産ソリューションズ株式会社 代表取締役会長                                               |
| 専務取締役 | 斉藤隆     | 大神田建設株式会社 取締役 株式会社アリストジャパン 取締役 株式会社シルキーバード 取締役 信和コミュニティ株式会社 社外取締役 | |
| 常務取締役 | 中村聡     | 信和建設株式会社 取締役東京⽀店⻑ 信和不動産株式会社 取締役 大神田建設株式会社 代表取締役社⻑ | （前）大和リアル・エステート・アセット・マネジメント株式会社 投資運⽤副本部⻑                         |
| 常務取締役 | 鈴木豊     | 経営企画部長 株式会社エス・アイ・ルネス取締役 株式会社Cyujo 社外取締役 | |
| 取締役     | 井垣太介   | UTグループ株式会社 社外取締役 エン・ジャパン株式会社 社外取締役 西村あさひ法律事務所 パートナー弁護士 | |
| 社外取締役 | 寺西賢作   | 信和ホテルズ株式会社 社外取締役 大神田建設株式会社 社外取締役 株式会社新都計画 社外取締役 | （前）株式会社鴻池組 代表取締役副社⻑                                                                 |
| 社外取締役 | 彦惣正義   | 株式会社シニアスタイル 社外取締役 信和コミュニティ株式会社 社外取締役 | （前）パナソニック電⼯株式会社 代表取締役副社⻑                                                       |
| 監査役     | 大鹿博文   | 信和建設株式会社 監査役 信和不動産株式会社 監査役 信和アセットマネジメント株式会社 監査役 | （現）イーウェストコンサルティング株式会社 代表取締役・税理士 （前）大和証券株式会社 大阪公開引受部長 |

## 沿革
- 2017年4月 - 創業

## 信和グループ
- 信和建設株式会社
- 信和不動産株式会社
- 信和コミュニティ株式会社
- 株式会社新都計画
- Shinwa Real Estate (Thailand) Co.,Ltd.
- 信和ホテルズ株式会社
- 大神田建設株式会社
- 株式会社シニアスタイル
- 株式会社アリストジャパン
- 株式会社シルキーバード
- 信和アセットマネジメント株式会社
- 株式会社Cyujo
- 株式会社エス・アイ・ルネス